# أسترتشو (محطة مترو أنفاق مدريد)
سترايت أوف جيبرالتار (بالإسبانية: Estrecho)‏ هي محطة مترو أنفاق في مدريد في إسبانيا، تقع على الخط رقم 1.